# Сехифенадин
Сехифенадин (Бикарфен). Синонимы: Sequifenadine hydrochloride, Bicarphenum — лекарственное средство, оригинальный российский противогистаминный (антиаллергический) лекарственный препарат. Химическое название: (Хинуклидил-3)-ди-(орто-толил)-карбинола гидрохлорид. Наименование Бикарфен присвоено разработчиком — ВНИХФИ. Позднее ВОЗ зарегистрировала действующее вещество Бикарфена под международным непатентованным названием Сехифенадин.

## История
Бикарфен разработан в СССР во Всесоюзном научно-исследовательском химико-фармацевтическом институте имени Серго Орджоникидзе (ныне ОАО «ЦХЛС-ВНИХФИ»). Бикарфен разрешён к медицинскому применению приказом Минздрава СССР от 02.08.1984 № 881.

## Физические и химические свойства
Белый или белый со слегка кремоватым оттенком кристаллический порошок. Очень мало растворим в воде, легко — в спирте.

## Фармакологическое действие
По химической структуре близок к фенкаролу. Является блокатором Н1-рецепторов, но вместе с тем относительно сильно блокирует серотониновые (S1-) рецепторы.

## Показания к применению
Препарат эффективен при различных аллергических заболеваниях: поллинозах, аллергических ринитах и риносинусопатиях, аллергических осложнениях, связанных с применением лекарств, пищевых продуктов, средств бытовой химии и др.
По сравнению с фенкаролом и другими противогистаминными препаратами, блокирующими Н1-рецепторы, бикарфен в связи с антисеротониновой активностью более эффективен при аллергических и других заболеваниях, сопровождающихся кожным зудом (аллергический и атопический дерматит, васкулит кожи, нейродермит, красный плоский лишай и др.).

## Способ применения и дозировки
Назначают бикарфен внутрь (после еды) по 0,05—0,1 г (взрослым) 2—3 раза в день. Эффект обычно наступает через 3 дня от начала лечения. При необходимости увеличивают суточную дозу до 0,4 г в день. Поддерживающая доза — 0,05 г 2 раза в день.

## Побочные действия
Возможные побочные явления и меры предосторожности такие же, как при применении фенкарола. Беременным препарат не назначают.

## Форма выпуска
Форма выпуска: таблетки по 0,05 г в упаковке по 20 штук.

## Хранение
Хранение: список Б. В сухом, защищённом от света месте.